# جو سيبريانو
جو سيبريانو (بالإنجليزية: Joe Cipriano)‏ هو مدرب كرة سلة أمريكي، ولد في 27 أكتوبر 1931 في سوماس في الولايات المتحدة، وتوفي في 25 نوفمبر 1980.